# Nomada propinqua
Nomada propinqua är en biart som beskrevs av Otto Schmiedeknecht 1882. Nomada propinqua ingår i släktet gökbin, och familjen långtungebin. Inga underarter finns listade i Catalogue of Life.